# Чучелов, Александр Дмитриевич
Алекса́ндр Дми́триевич Чу́челов (эст. Aleksander Tšutšelov; 26 апреля 1933, Таллин — 1 января 2017, там же) — советский яхтсмен, серебряный призёр Олимпийских игр в Риме (1960). Мастер спорта СССР. Заслуженный тренер Эстонской ССР.

## Биография
Отец — Дмитрий Чучелов (1899—1985), эстонский яхтсмен и буерист. Дяди Андрей и Николай Чучеловы ещё до Второй мировой войны были признанными в Европе яхтсменами.
Начал заниматься парусным спортом в 1946 году в республиканском яхтенном клубе под руководством своего дяди Андрея Чучелова и известного яхтсмена Николая Векшина.
Когда в 1948 году был создан эстонский яхт-клуб «Калев», Чучелов вступил в ряды его членов.
В 1959 году окончил Таллинский политехнический институт по специальности «инженер-кораблестроитель» и поступил на работу в конструкторское бюро Таллинской экспериментальной верфи спортивного судостроения.
На летних Олимпийских играх 1960 года в Риме в классе «Финн» он выиграл серебряную медаль, уступив легендарному датчанину Паулю Эльвстрёму.
В 1964 году на Олимпиаде в Токио в очень тяжёлых спортивных и политических условиях Чучелов в том же классе стал двенадцатым. 

Тут было два спортсмена, равно претендовавших на место в сборной: серебряный призер Олимпиады-60 Александр Чучелов и победитель первенств СССР 1961-63 годов Валентин Манкин. И тут уж чиновники оторвались: целый сезон они сводили Чучелова и Манкина в очных поединках, их буквально измотали соревнованиями: каждый старт – отбор. В результате в Японию поехал Чучелов, обессиленный, с истрёпанными нервами. — 
На летних Олимпийских играх 1972 года, парусная часть которых проходила в Киле, он вошёл в сборную яхтсменов СССР в качестве запасного участника.
После «Финна» выступал в классе R5,5, после перешёл в класс «Солинг», завоевал 8 медалей на чемпионатах СССР, из них 3 — золотые (1964 – «Финн», 1974, 1975 – «Солинг»). Чемпионаты Эстонской ССР выигрывал 7 раз. Со своим экипажем был кандидатом на участие в Олимпийской регате 1976 года в Монреале, однако на отборочных соревнованиях занял второе место.
С 1976 года — на тренерской работе. В 1983 году сборная Эстонской ССР под его руководством выиграла Спартакиаду народов СССР. Был главным тренером олимпийской сборной Эстонии по парусному спорту.
Работал конструктором на Таллинской экспериментальной верфи спортивного судостроения.
Заслуженный тренер Эстонской ССР (1979). Несколько раз входил в состав президиума Международной федерации парусного спорта и был действующим председателем Совета тренеров. Почётный член спортивного общества «Калев» (1963).
Скончался 1 января 2017 года, похоронен на кладбище Пярнамяэ.

## Награды
- Медаль «За трудовую доблесть» (16.09.1960) — за успешные выступления в XVII летних и VIII зимних Олимпийских играх 1960 года, а также за выдающиеся спортивные достижения[6]